# Lycaeides leodorus
Lycaeides leodorus är en fjärilsart som beskrevs av Eugen Johann Christoph Esper 1782. Lycaeides leodorus ingår i släktet Lycaeides och familjen juvelvingar. Inga underarter finns listade i Catalogue of Life.